# Мананжарі (річка)
Мананжарі- одна з головних річок басейну Східного Мадагаскару, її довжина сягає 212 км.

## Географічні характеристики
Мананжарі простягається на північних схилах гір на південний схід від міста Фандріана, на висоті 1500 метрів, всього в 100 км по прямій лінії від берегів Індійського океану. Перші кілька кілометрів Мананжарі тече на північ, а потім робить поворот і йде на південь через скелясті каньйони до місць Іфанадіана. Незадовго до Іфанадіана, в неї впадає її права притока, після чого течія змінює напрямок на схід, а потім проходить через прибережні рівнини з великими вигинами до її гирла в Індійському океані недалеко від міста Мананжарі.
Загальна протяжність річки Mananjari становить близько 212 км, а поверхня його басейну становить 6,780 км ²